# Livraria Editora Vaticana
A Livraria Editora Vaticana (LEV) é uma editora pertencente à Igreja Católica Romana. Foi criada em 1926 pelo Papa Pio XI, como uma editora para a assistência às entidades e dicastérios eclesiásticos e para a difusão das publicações litúrgicas e jurídicas da Santa Sé.